# Алессандро Сантос
Алессандро Сантос (яп. 三都主 アレサンドロ, нар. 20 липня 1977, Парана) — японський футболіст.

## Виступи за збірну
2002 року дебютував в офіційних матчах у складі національної збірної Японії. Відтоді провів у формі головної команди країни 82 матчі.

## Статистика виступів
| Збірна Японії | Збірна Японії | Збірна Японії |
| Роки          | Ігри          | голи          |
| ------------- | ------------- | ------------- |
| 2002          | 9             | 1             |
| 2003          | 15            | 1             |
| 2004          | 22            | 2             |
| 2005          | 17            | 1             |
| 2006          | 19            | 2             |
| Усього        | 82            | 7             |

## Титули і досягнення
- У складі збірної:
  - Чемпіон Азії: 2004
- Клубні:
  - Володар Кубка володарів кубків Азії: 1999-2000
  - Чемпіон Японії: 2006, 2010
  - Володар Кубка Імператора: 2001, 2005, 2006
  - Володар Суперкубка Японії: 2001, 2002, 2006, 2011
  - Чемпіон Австрії: 2006-07
- Особисті:
  - у символічній збірній Джей-ліги: 1999